# Оба, Сакаэ
Сакаэ Оба (яп. 大場 栄 О:ба Сакаэ, 21 марта 1914 — 8 июня 1992) — офицер Императорской армии Японии во Второй мировой войне, получивший известность как командир последнего организованного подразделения японской армии, оказывавшего сопротивление войскам Союзников.
Родился в семье крестьянина в посёлке Гамагори префектуры Айти, в 1933 году окончил педагогическое училище и в течение года работал учителем. Службу в армии начал в 1934 году с 18-го пехотного полка, до 1936 года служил в Маньчжоу-Го. Был вновь призван в действующую армию в 1937 году в связи с началом второй японо-китайской войны, участвовал во взятии Шанхая. В декабре того же года Oба был повышен до второго лейтенанта; в 1939 году он был повышен до старшего лейтенанта, а в ноябре 1941 года был назначен командиром роты. В марте 1943 года он был повышен до капитана.
С начала 1944 года служил на острове Сайпан. Когда союзные войска заняли остров в июле 1944 года, Оба с группой своих солдат укрылся в джунглях и продолжал партизанскую войну против них, сдавшись лишь 1 декабря 1945 года, то есть через три месяца после официальной капитуляции Японии. Его подразделение было последней организованной точкой японского сопротивления на Сайпане и, как считается, на всём Тихоокеанском театре военных действий.
В 1946 году Оба вернулся в Японию к своей жене и впервые увидел своего сына (родившегося в 1937 году после того, как Оба отбыл в Китай). В 1952—1992 годах Оба работал в аппарате совета директоров компании Maruei Department Store.